# Outarde plombée
Pour les articles homonymes, voir Outarde.
Eupodotis caerulescens
Espèce
Statut de conservation UICN

 NT  : Quasi menacé
Statut CITES
L'Outarde plombée (Eupodotis caerulescens) est une espèce d'oiseaux de la famille des Otididae.

## Répartition
Cette espèce vit à travers le Highveld (Lesotho et Afrique du Sud).

## Systématique
synonymesEupodotis coerulescens (Temminck, 1807) ; publié sans description. Le nom est généralement considéré comme invalide.